# دانیل توپاتان
دانیل توپاتان (ارمنی: [] Error: {{Lang}}: فاقد متن (راهنما)؛ انگلیسی: Danyal Topatan؛ ۱ ژانویهٔ ۱۹۱۶ – درگذشته ۲۶ سپتامبر ۱۹۷۵) بازیگر، و کارگردان فیلم اهل ارمنی‌تبار اهل ترکیه بود. وی بین سال‌های ۱۹۵۰ تا ۱۹۷۴ میلادی فعالیت می‌کرد.

## زندگی‌نامه
وی در ۱ ژانویهٔ ۱۹۱۶ در طرسوس به دنیا آمد وی در ۲۶ سپتامبر ۱۹۷۵ در سن ۵۹ سالگی در استانبول بر اثر ابتلا به سرطان ریه درگذشت و در گورستان زنجیرلی‌کویو به خاک سپرده شد.